# Волинський обласний ліцей з посиленою військово-фізичною підготовкою імені Героїв Небесної Сотні
Волинський обласний ліцей з посиленою військово-фізичною підготовкою імені Героїв Небесної сотні — середній загальноосвітній заклад, ліцей з посиленою військово-фізичною підготовкою у Луцьку, названий на честь Героїв Небесної сотні.
Розташування: Волинська область, Луцький район, м. Луцьк, вул. Стрілецька, 6

## Історія
Волинський обласний ліцей з посиленою військово-фізичною підготовкою засновано згідно з Розпорядженням Волинської обласної державної адміністрації від 21.06.2000 р. № 296 «Про відкриття Волинського обласного ліцею з посиленою військово-фізичною підготовкою» (Голова облдержадміністрації Клімчук Б.П.) наказом начальника  управління освіти і науки облдержадміністрації Дзямуличем І.В. від 29 червня 2000 р. № 68-к . Начальником  ліцею призначено підполковника Боснюка Павла Зіновійовича, 1 липня 2000 р. видано наказ № 1-к «Про прийняття посади начальника ліцею» підполковником Боснюком П.З. 23 серпня 2000 р. обласною радою було затверджено Статут ліцею, який зареєстровано виконкомом Луцької міської ради (реєстраційний № 0405132700019922). Першими офіцерами, призначеними на посади, були: командир роти, старший офіцер-вихователь майор Ужегов  О.С. (наказ № 3-к від 22.08.2000 р.), командир взводу, офіцер-вихователь - лейтенант Проценко С.П. (наказ № 4 від  22.08.2000р). Заступниками з навчально-виховної роботи 29.08.2000 р. було призначено Стрелюка П.О., з матеріально-технічного забезпечення -25.08.2000 р. Коваля О.М., першим учителем, призначеним на посаду в ліцей 29.08.2000 р., була Демчук Т.С.
1 вересня 2000 р. ліцею управлінням освіти і науки облдержадміністрації видано Ліцензію (серія 30 № 031791), якою засвідчено право проводження освітньої діяльності з ліцензійним обсягом прийому на навчання 100 осіб.
Перший набір ліцеїстів було здійснено в серпні 2000 р. на базі Луцького педагогічного коледжу в кількості 60 чоловік. Навчальний процес розпочато 1 вересня 2000 р. у будівлі школи кухарів, харчування ліцеїстів здійснювалось у їдальні в/ч 9971 (Луцький прикордонний загін). У травні 2001 р. за клопотанням начальника ліцею навчальний заклад було передислоковано у будівлю № 6 військового містечка (будівля колишньої авіаційної  ескадрильї Прикордонних військ України), яка розташована за адресою вул. Стрілецька, 6. (12 серпня 2008 р. дана будівля передана до сфери управління Волинської обласної державної адміністрації для потреб навчального закладу). З 2001 р. у ліцеї створені профільні взводи навчання для Державної прикордонної служби України, Міністерства з надзвичайних ситуацій України.
9 травня 2001 р. ліцеїсти вперше взяли участь у військовому параді в м. Луцьку з нагоди Дня Перемоги, 14 жовтня відбулася посвята у ліцеїсти біля пам’ятника Борцям за волю та незалежність України, що на Київському майдані. 29 січня 2002 р. вперше у м. Луцьку біля пам’ятника Борцям за волю та незалежність України ліцеїстами проведено заходи по вшануванню Героїв Крут. 21 червня 2002 р. на Київському майдані проведено заходи з нагоди першого випуску ліцеїстів (випущено 57 ліцеїстів). У 2003 р. відповідно до угоди, укладеної з Львівським університетом безпеки життєдіяльності МНС України, випускники ліцею були зараховані до університету за результатами випускних іспитів, що проводились у ліцеї.
19 червня 2002 р. начальником Луцького гарнізону полковником В. Плахотніком  та заступником начальника управління освіти і науки облдержадміністрації Поповичем М.М. урочисто вручено прапор  ліцею. Рішенням Волинської обласної ради четвертого скликання від 23.10.2004 р.
№ 13/12 «Про відкриття спортивного відділення при Волинському обласному ліцеї з посиленою військово-фізичною підготовкою» з 1 січня 2005 р. відкрито спортивне відділення. 22 червня 2006 р. розпорядженням Голови Волинської обласної ради № 129Р на баланс ліцею було передано будівлю в с. Пульмо біля озера Світязь, де відкрито заміський оздоровчий табір «Ліцеїст», який розпочав свою роботу у 2007 р. У 2005 р. проведено атестацію навчального закладу наказом від 14.04.2005 р. № 146 управління освіти і науки облдержадміністрації «Про атестацію навчальних закладів» - ліцей атестовано з відзнакою. За роки існування ліцею 98% відпускників продовжують навчання у вищих навчальних закладах, з них майже 70% - у вузах єдиної системи військової  освіти.
Згідно з рішенням Волинської обласної ради №10\61 від 02 лютого 2017 року «Про перейменування Волинського обласного ліцею з посиленою військово-фізичною підготовкою», відповідно до Закону України  «Про присвоєння юридичним особам та об’єктам права власності імен (псевдонімів) фізичних осіб, ювілейних та святкових дат, назв і дат історичних подій» враховуючи звернення Волинського обласного ліцею з посиленою військово-фізичною підготовкою від 30.09.2016 №640\2-04 щодо присвоєння закладу імені Героїв Небесної Сотні, беручи до уваги підсумки громадського обговорення із зазначеного питання, рішення постійної комісії з питань депутатської діяльності, місцевого самоврядування, захисту прав людини, законності, боротьби із злочинністю та корупцією від 11.10.2016 №10\17 вирішили перейменувати Волинський обласний ліцей з посиленою військово-фізичною підготовкою у Волинський обласний ліцей з посиленою військово-фізичною підготовкою імені Героїв Небесної Сотні.

## Керівництво
- Начальник ліцею, полковник Боснюк Павло Зіновійович
- Заступник з навчально-виховної роботи Кликочко Павло Юрійович
- Заступник з навчально-виховної роботи Бріус Тетяна В’ячеславівна, вчитель-методист
- Заступник з навчально-методичної роботи Волох Алла Степанівна, учитель-методист
- Заступник з навчально-спортивної роботи Іванов Олександр Кузьмич, Заслужений учитель України
- Заступник з матеріально-технічного забезпечення Мордас Леонід Михайлович
- Старший офіцер-вихователь Начальник курсу підполковник Сахарський Олексій Володимирович
- Старший офіцер-вихователь Начальник курсу майор Попович Юрій Васильович
- Старший офіцер-вихователь Начальник курсу майор Войцеховський Віктор Володимирович
- Старший офіцер-вихователь Начальник курсу старший лейтенант Поворознюк Ігор Вікторович